# Lone Hertz
Lone Hertz (født 23. april 1939) er en dansk skuespiller og instruktør.
Hun debuterede som filmskuespiller som 11-årig i filmen Hold fingrene fra mor i 1951, og var efterfølgende ansat på ABC Teatret i København, hvor hun samtidig studerede et år på Privatteatrenes elevskole. Hun spillede i de efterfølgende år med i adskillige forestillinger hos bl.a. Aveny-teatret, Det Kongelige Teater, Folketeatret, Det Ny Teater, Aalborg Teater, Det Ny Scala og Gladsaxe Teater.
Hertz har også medvirket i en lang række danske film, såsom Landsbylægen (1961), Sømænd og svigermødre (1962), Bussen (1963), Frk. Nitouche (1963), Sommer i Tyrol (1964), Tine (1964), Utro (1966), Dyrlægens plejebørn (1968) og Hurra for de blå husarer (1970), hvor rollen som Frk. Nitouche/Charlotte Borg i filmen Frk. Nitouche og rollen som Tine Bølling i filmen Tine bliver anset som hendes mest prominente. Hertz har modtaget tre Bodil-priser i sin karriere, to i kategorien "Bedste kvindelige hovedrolle" for Tine (1964) og for Utro (1967), og en Bodil-pris i kategorien "Bedste dokumentarfilm" i 1981 for dokumentarfilmen Tomas - et barn du ikke kan nå (1980), som hun var med til at producere. Filmen handler om hendes psykisk handicappede søn, Tomas Strøbye (d. 2024).
Hertz var direktør for Bristol Teatret fra 1980 til 1982, Aveny-teatret fra 1982 til 1984 (begge steder i samarbejde med Malene Schwartz), ligesom at hun var rektor for Statens Teaterskole fra 1984 til 1990.
Hertz er søster til skuespillerne Helle Hertz og Tony Rodian, ligesom hun er mor til skuespilleren Steen Stig Lommer, og moster til skuespillerne Anders Peter Bro, Nicolas Bro, og Laura Bro (børn af Helle Hertz).

## Opvækst
Hertz blev født den 23. april 1939 i København som datter af Kay Bernhard Hertz, grosserer, og Arnolda Nielsine Viola Gress (født Aistrup). Forældrene havde allerede en søn, Kaj Tonny Rodian Gress (senere kendt som Tony Rodian) (f. 1931) og fire år senere fik forældrene Hertz' lillesøster, Helle Hertz (f. 1943). Grundet Hertz' fars jødiske ophav var han nødt til at flygte til Sverige under nazisternes besættelse af Danmark, da Hertz var 4 år gammel, og efter at familien blev genforenet i Sverige, kunne de efter krigens afslutning atter rejse hjem til København.
Hertz gik på Marie Kruses Højere Pigeskole som barn, og gik tre år på Det Kongelige Teaters Balletskole, men derudover tog teater og skuespil meget af Hertz' fritid. Hun havde sin teaterdebut som 10-årig i Det Kongelige Teaters opsætning af Indenfor murene (1949), imens hun også spillede med i teaterforestillinger hos Solby Scenen, under ledelse af Court Helmer, på Frederiksberg, som var Danmarks første børne- og ungdomsteater. Hertz' første filmrolle var som Dorte i filmen Hold fingrene fra mor i 1951 og dennes efterfølger Vores fjerde far (også 1951). I 1952 spillede Hertz med i filmen Ta' Pelle med, inden hun holdt fire års pause fra skuespillet.

## Karriere

### 1956-1960
I 1956, som 17-årig, droppede Hertz ud af gymnasiet for at blive ansat hos ABC Teatret i København, som var under ledelse af Stig Lommer. Hendes første medvirken hos teatret var i revyen På slap line i december 1956, hvor hun spillede over for Kjeld Petersen og Dirch Passer. Da Hertz på dette tidspunkt stadig var under 18 år måtte hendes far underskrive kontrakten for at hun kunne medvirke i revyen. Allerede som barn blev Hertz kendt for sine smilehuller, og sit søde, artige og indsmigrende humør, hvilket til dele blev en stil, hun fortsatte med på teatret: "...I øvrigt var jeg solist hos Stig Lommer fra første moment og ikke Lommer-pige, som der står mange steder på internettet. Lommerpige var jeg slet ikke flot nok "udstyret" til at være. Det er en fejl, som til stadighed irriterer mig... Hvis man skal sige noget, kunne man sige, at jeg var "Lommers pige". Vi blev jo et par og fik min søn Steen Stig Lommer sammen.
I 1958 medvirkede Hertz igen i en film, filmen Bundfald (1958) og året efter i filmen Pigen i søgelyset (1959). Hertz fik ros og positiv kritik for hendes præstationer i disse film, da hun i modsætning til både tidligere og senere roller, portrætterede langt mere rebelske, skrappe og rå karakterer end hvad hun var kendt for.

### 1960-1970
Efter at have studeret et år på Privatteatrenes elevskole fra 1960 til 1961, forlod Hertz ABC Teatret i 1961, og blev tilknyttet Det Ny Teater og Folketeatret, hvor hun bl.a. spillede en ung Cleopatra over for Henrik Bentzon i George Bernard Shaws Cæsar og Cleopatra og som Jane i Klaus Rifbjergs Udviklinger på Fiolteatret, begge i 1965. I mellemtiden, i 1964 blev Hertz tilbudt af instruktør Erling Schroeder at spille rollen som Hedvig i Henrik Ibsens Vildanden på Aalborg Teater. Hele forestillingen var på gæstespil på Det Kongelige Teater, og grundet sin imponerende præstation, blev Hertz tildelt prisen som Århusstudenternes Æreskunstner i 1965. Hertz har ofte talt rosende om Stig Lommer og Erling Schroeder som værende centrale i udviklingen af hendes karriere: "...Der er ingen tvivl om, at de to mænd har opfundet mig. Stig Lommer og Erling Schroeder. Af Stig lærte jeg alt om modig, grænseoverskridende smag og den svære kunstart, der hedder revy, som dog aldrig blev min spidskompetence.... Han (Schroeder, red.) ville altid have, at man gjorde, hvad han sagde med det samme, men en god ost skal lagre, og det skal en god skuespiller også. Nåede man først til en forståelse med ham, var han vidunderlig. Der var ingen bedre instruktør for mig...".
I starten af 1960'erne spillede Hertz også med i en række film, såsom overfor Ebbe Langberg i Landsbylægen (1961), overfor Ove Sprogøe i Sømænd og svigermødre (1962) og over Axel Strøbye i Bussen (1963). Hertz' rolle som Frk. Nitouche/Charlotte Borg i filmen Frk. Nitouche (1963), hvor hun bl.a. spillede over for Dirch Passer, Malene Schwartz og Ebbe Langberg, blev et omdrejningspunkt i hendes karriere, da den blev en af Hertz' mest prominente roller. Hertz udtalte i 2017 at selve udvælgelsen var en ren "askepot-historie" for hende. "...Annelise Reenberg (instruktøren, red.) havde prøvefilmet alle piger i dansk teater for at finde den uskyldige, unge pige til titelrollen. Men først, da hun så mig sammen med Ove Sprogøe i ”En tjener og to herrer” , fandt hun en, som kunne ”passe skoen”..." . Hertz og Sprogøe spillede i teaterstykket En tjener og to herrer på Folketeatret i 1962, hvor Hertz havde rollen som tjenestepigen Smeraldina, en bestemt dame med ben i næsen, ligesom Charlotte Borg. Den eneste ulempe ved Hertz' casting var, at Hertz ikke kunne synge nær så godt som Gitte Hænning, som filmens komponist, Sven Gyldmark, havde udset sig til rollen som Charlotte, men til trods for dette, havde filmens instruktør, Annelise Reenberg, besluttet sig for Hertz. For at imødekomme Gyldmark blev Katy Bødtger ansat til at være Hertz' sangstemme, og det er derfor hende, der sang alle Charlotte Borgs sange i filmen.
Titelrollen som Tine Bølling i filmen Tine i 1964 blev (delvist sammen med filmen Frk. Nitouche) anset som Hertz' filmiske gennembrud, da hun for sin præstation som en ung pige, der forelsker sig i en dansk soldat under krigen i 1864, modtog en Bodil i kategorien "Bedste kvindelige hovedrolle" i 1966. Under optagelserne til denne film i 1964 modtoh Hertz - på sin 25 års fødselsdag - Clara Pontoppidans Fødselsdagslegat for at være en af de mest talentfulde unge danske skuespillerinder i tiden. I 1967 vandt Hertz atter en Bodil i kategorien "Bedste kvindelig hovedrolle", denne gang for sin rolle som Lene i filmen Utro fra 1966. I 1965 modtog Hertz' også Teaterpokalen for hendes store arbejde inden for teater og i 1967 modtog hun Henkel-Prisen, som på tidspunktet blev tildelt kvindelige skuespillere for deres fremragende præstationer.
Fra midt til slut 1960'erne, medvirkede Hertz også i en lang række teaterforestillinger og var i en årrække, 1968-73 og i 1975, ansat ved Det Kongelige Teater. Her spillede hun flere hovedroller med vægten lagt på det sødmefyldte, som f.eks. Ellen i Gustav Wieds Skærmydsler og Lisbet i Ludvig Holbergs Erasmus Montanus, og som Agnès i Molières Fruentimmerskolen, og hun vakte opmærksomhed med nøgenscener i Vidunderlige kælling i 1975. I de følgende år var hun ansat ved flere københavnske teatre, og bl.a. på Det Ny Scala spillede hun rollen som Hilde i Henrik Ibsens Bygmester Solness, og som Nora i Et dukkehjem ved Folketeatret i 1967. I 1971 gæstespillede hun ved Aalborg Teater, hvor hun i samspil med Lars Passgård indtog rollen som Julie i Shakespeares Romeo og Julie.
Frem mod 1970'erne medvirkede Hertz desuden i flere film, som modtager blandede anmeldelser, såsom i den overvejende svensk-producerede film Dr. Glas (1968), Landmandsliv (1965), Tre mand frem for en trold (1967), hun spillede med i trekantsdramaet Mig og dig (1969) overfor Axel Strøbye og Sven-Bertil Taube, som floppede fælt, og herefter medvirkede hun i folkekomedien Nøglen til Paradis (1970) og endelig medvirkede hun i den blødt erotiske Takt og tone i himmelsengen (1972), som modtog overvejende negative anmeldelser.

### 1970-1980
I starten af 1970'erne begyndte det at tynde ud i film- og teaterroller, da Hertz begyndte at studere. Hun medvirkede dog i Edward Flemings besættelsesfilm Den korte sommer i 1976, og efterfølgende i filmatiseringen af sin egen bog Tomas - et barn du ikke kan nå, som omhandler hendes handicappede søn, Tomas Strøbye, og livet som en familie med et handicappet barn. Dokumentarfilmen Tomas - et barn du ikke kan nå modtog stor ros og positiv kritk, og vandt en Bodil i kategorien "Bedste dokumentarfilm" i 1980.
Ved Morten Grunwalds fratrædelse som direktør af Bristol Teatret i 1980, (som han grundlagde i 1971), overtog Hertz, sammen med Malene Schwartz, posten, og de fortsatte som direktører frem til teatrets lukning i 1982. Under instruktion af Hertz blev der på teatret fremført moderne dansk dramatik som Vita Andersens Elsk mig og klassikere som Ibsens Lille Eyolf, og med fokus på eksistentielle vilkår, E. Ionescos Stolene.
Efter lukningen af Bristol Teatret, fortsatte Hertz og Schwartz som co-direktører over på Aveny Teatret i 1982, indtil Hertz i 1984, grundet den tidligere rektor, Arne Skovhus' død, blev udnævnt til rektor for Statens Teaterskole. Schwartz fortsatte herefter som ene-direktør på Aveny Teatret frem til 1992.
Valget af Hertz som rektor for Teaterskolen skete dog ikke uden diskussion, da skolerådet oprindeligt havde indstillet forfatteren Ulla Ryum til posten. Hertz fik posten, men kritikken fortsatte, da hun fik godkendt sine planer med skolen af Kulturministret uden at skolerådet er blevet inddraget. Hertz ønskede at uddannelsen blev udvidet med et fjerde år og at det desuden blev muligt at standse de elever, som ikke levede op til skolens forventninger. Som rektor ville hun have ansvaret for uddannelsen, og hun var imod den daværende styreform, som hun kaldte et lærer-elev-vælde. Hertz fik gennemført flere af sine idéer, bl.a. en mere håndværksmæssig uddannelse, og selvom kritikken fortsatte, fastholdt hun sine krav ud fra en tro på sig selv. Hertz blev af pressen omtalt som "Jernladyen" for hendes hårde fremtoning omkring hendes rektor-post, men hun tog afstand fra kritikken, og udtalte at det kun var noget folk troede, hun var: "...Men det at være stærk er ikke noget, man bare er, det er noget, man gør sig til. Oftest af nød. På samme måde, som man er nødt til at træne hårdt, hvis man ønsker sig stærke fysiske "Skipper Skræk"-muskler, på samme måde er du også nødt til psykisk at træne din udholdenhed. Jeg blev så forbandet, da pressen ved en af mine runde fødselsdage skrev om mig: "Hun er stærkest i modvind". Jeg kunne ikke lade være at tænke, så skulle I sgu bare have set mig i medvind..." Hertz forlod posten i 1990 på grund af uindfriede løfter om en bedre økonomi og manglende samarbejdsvilje hos Kulturministeriet. Samtidig med rektor-posten medvirkede Hertz i enkelte teaterroller, som fx Marquise de Merteuil i P.C. de Laclos’ Farlige forbindelser på Det Ny Teater i 1986, og i en enkelt filmrolle i filmen Når engle elsker i 1985.
Hertz var medlem af Teaterrådet fra 1988 til 1991, og hun leverede gennem årene flere debatindlæg i pressen for et bedre og mere fantasifuldt teater.

### 1990-nu
I 1993 blev Hertz tilbudt at indtale Det Nye Testamente for Det Danske Bibelselskab i samarbejde med Danmarks Radio. Hun overtog opgaven efter at skuespiller Erik Mørk, som oprindeligt var ansat til opgaven, omkom i en bilulykke. Hertz har siden også afholdt talrige oplæsninger af Johannesevangeliet i forsamlingshuse, menighedshuse, kirkesale og biblioteker.
Hertz har siden 00'erne rejst rundt og holdt foredrag om handicappedes rettigheder og samfundets syn på handicappede, sit eget liv, og afholdt oplæsninger af bibelen, såsom Johannesevangeliet.

## Privat
Under hendes tid på ABC Teatret, indledte Hertz og teatrets direktør, Stig Lommer, et kortvarigt forhold, og de fik sønnen, Steen Stig Lommer (f. 1960). Efter sønnens fødsel brød parret med hinanden, og Hertz blev som 21-årig eneforsørger. Steen Stig Lommer er som voksen blevet uddannet skuespiller og har siden 2004 været teaterchef for Grønnegårds Teatret.
Hertz dannede par med skuespilleren Axel Strøbye fra 1962 til 1975, og de fik sammen børnene, Tomas (f. 1966 - d. 2024) og Micaëla Strøbye (f. 1968). Sønnen Tomas blev som 10 måneder gammel hjerneskadet på grund af en hjernehindebetændelse efter en kighostevaccination, hvilket bl.a. medvirkede til han ikke udviklede evnen til at kunne tale. Han lærte skriftsprog, og tilbragte en stor del af sit voksne liv på Egmont Højskolen i Hou. Sønnens diagnose blev på sigt det, der brød Hertz og Strøbyes forhold, da Strøbye havde svært ved at kapere sønnens tilstand: "...men han (Strøbye, red.) havde slet ikke psyke til at have et barn med så tungt et handicap som Tomas. Han følte uretten så dybt, da Tomas’ vaccinationsskade blev underkendt af sundhedsmyndighederne. Han kunne ikke i længden bære det, og vores samliv brød sammen...". Hertz skrev i 1980 bogen Tomas - et barn du ikke nå, og skrev og producerede herefter dokumentarfilmen af samme navn i 1980, som omhandler livet i en "handicappet familie", som Hertz selv udtalte det. Dokumentaren endte med at vinde en Bodil-pris i kategorien "Bedste dokumentar" i 1980. Hertz har også skrevet bogen Sisyfosbreve i 1992, som er en samling af breve, Hertz har skrevet til sin søn igennem tiden, sammen med en række dialoger, Hertz og sønnen har haft ved hjælp af staveplader.
I 1978 dannede Hertz par med ingeniør og restauratør, Sven Erik Lindhardt, og de fik sammen datteren, Maria Lindhardt (f. 1978). Hertz og Lindhardt gik fra hinanden efter et stykke tid, som Hertz forklarede var på grund af forskelligheder: "Jeg blev senere meget lykkelig med ingeniør Sven Lindhardt, far til min efternøler Maria, men vores liv hver især var alt for forskellige til, at det kunne bestå i længden. Han forlod mig..." udtalte hun til Femina i oktober 2020.
Et par år efter Hertz dannede par med Lars Liebst, som var produktionsleder hos Statens Teaterskole på tidspunktet, og de havde et kortvarigt forhold, som Hertz dog endte med at afslutte.
Hertz har levet alene siden 1990'erne: "...Det er derfor, jeg siger, at jeg er sorg-rig. Jeg er rig på sorg. Indtil nu har jeg ikke vovet at melde mig ind i kærligheden igen. Jeg tåler ikke, at mit sind brister endnu en gang. Derfor har jeg levet alene i 30 år. Det er ikke, fordi jeg er vissen, men det er bare sådan, det er..."
Hertz har hele sin søns, Tomas', liv været meget optaget af handicappedes rettigheder, og samfundets syn på handicappede, og har udtalt at hendes liv først fik en retning og et formål med sønnen: "...Vendepunktet blev min søn, Tomas. Han sørgede for, at mit liv fik en retning. Jeg tror på, at vi bliver født med en opgave, og så længe man ikke har defineret opgaven, er man som en flue i en flaske, flagrer hid og did. Min søn er født normal, men blev hjerneskadet efter en vaccination ... Jeg blev hans talerør. Tomas er min opgave. Jeg har ansvaret for, at han kommer så langt i sit liv som muligt. At opfylde sin skæbne er på godt og ondt at tage opgaven på sig..." udtalte hun til Kristeligt Dagblad i marts 2019. Under et af sine foredrag med fokus på handicappede udtalte hun: "Overvurder hellere mennesker end undervurder dem – ikke mindst mennesker med handicap." Hertz udtalte også følgende: "...Jeg er tit blevet spurgt, om jeg ikke blev vred på Gud, da Tomas blev skadet. Men nej, det har jeg aldrig været. Jeg har derimod været vred på mennesker over den måde, man behandler mennesker med handicap på. At finde sin opgave er et privilegium, for så forstår man pludselig, hvorfor man er til. Det er desværre ikke alle mennesker forundt at finde opgaven..."
Hertz er udbredt religiøs kristen, og har været det siden hun var barn, da hun voksede op i et udbredt kristent hjem. Hertz udtalte til Kristeligt Dagblad at hun tror på Gud, Jesus og Helligånden. Endvidere har Hertz om sin tro udtalt: "...Jeg er troende og har været det, fra jeg var barn. Jeg ved ikke hvorfor, men jeg er født med en fornemmelse af, at Gud sidder i rygraden på mig som en mageløs følgesvend..."
Den 1. oktober 2023, i anledningen af den frie aborts 50 års jubilæum, udgav Hertz i samarbejde med Sex og Samfund en kronik, hvor Hertz fortalte om tre aborter hun selv havde gennemgået i løbet af sit liv.

## Udvalgt filmografi
| År   | Titel                            | Rolle                               |
| ---- | -------------------------------- | ----------------------------------- |
| 1951 | Hold fingrene fra mor            | Dorte                               |
| 1951 | Vores fjerde far                 | Dorte                               |
| 1952 | Ta' Pelle med                    | Nina                                |
| 1957 | Bundfald                         | Rita                                |
| 1959 | Pigen i søgelyset                | Yvonne Møller                       |
| 1961 | Landsbylægen                     | Petrea 'Perle' Krogh                |
| 1961 | To skøre hoveder                 | Eva                                 |
| 1962 | Det tossede paradis              | Grete                               |
| 1962 | Oskar                            | Vibeke Bang                         |
| 1962 | Den kære familie                 | Karen                               |
| 1962 | Sømænd og svigermødre            | Bitten Middelbo                     |
| 1963 | Vi har det jo dejligt            | Eva Thorsen                         |
| 1963 | Sikke'n familie                  | Victoria Stoke                      |
| 1963 | Frk. Nitouche                    | Frk. Nitouche/Charlotte Borg        |
| 1963 | Bussen                           | Helga                               |
| 1964 | Selvmordsskolen                  | Kvinde, der studerer sex-stillinger |
| 1964 | Slottet                          | Mariann Falke                       |
| 1964 | Tine                             | Tine Bølling                        |
| 1964 | Sommer i Tyrol                   | Clara Müller                        |
| 1965 | Landmandsliv                     | Marie Møller                        |
| 1966 | Utro                             | Lene                                |
| 1967 | Tre mand frem for en trold       | Vilhelmina                          |
| 1968 | Dr. Glas                         | Helga Gregorius                     |
| 1968 | Dyrlægens plejebørn              | Kirsten                             |
| 1969 | Mig og dig                       | Mai                                 |
| 1970 | Nøglen til Paradis               | Gabriella 'Gaby'                    |
| 1970 | Hurra for de blå husarer         | Charlotte Parsdorff                 |
| 1972 | Takt og tone i himmelsengen      | Marie Hansen                        |
| 1974 | Mafiaen, det er osse mig         | Dafne                               |
| 1976 | Den korte sommer                 | Sjappergassen                       |
| 1980 | Tomas - et barn du ikke kan nå   | Sig selv                            |
| 1985 | Når engle elsker                 | Bente Mortensen                     |
| 1996 | Bella min Bella                  | Bellas mor                          |
| 2015 | Min søsters børn og guldgraverne | Anna                                |

### Tv-serier
| År   | Titel          | Rolle                       | Noter                                |
| ---- | -------------- | --------------------------- | ------------------------------------ |
| 2004 | Krøniken       | Forstanderinde Klara Madsen | Sæson 1, afsnit 1: "København 1949"  |
| 2016 | Ditte & Louise | Judith                      | Sæson 2, afsnit 2: "Alle for Judith" |
| 2016 | Bedrag         | Grethe Christensen          | Sæson 2, afsnit 5 og 10              |

### Tegnefilmsdub
| År   | Titel             | Rolle      |
| ---- | ----------------- | ---------- |
| 2019 | Dronningens corgi | Dronningen |
| 2019 | Toy Story 4       | Tante Stol |
| 2020 | Sjæl              | Gerel      |